# Châteauroux
Châteauroux (wymowaⓘ) – miejscowość i gmina we Francji, w Regionie Centralnym-Dolinie Loary, w departamencie Indre.
Według danych na rok 2021 gminę zamieszkiwało 42 968 osób, a gęstość zaludnienia wynosiła 1682 osób/km².
W miejscowości znajduje się stacja kolejowa Gare de Châteauroux oraz otwarta w 2018 roku strzelnica sportowa Centre national de tir sportif.

## Miasta partnerskie
- Gütersloh od 1977
- Bittou od listopada 1985
- Olsztyn od 23 lutego 1991

## Osoby urodzone w Châteauroux
- Albert Aurier (1865–1892) – francuski poeta, malarz
- Henri Gatien Bertrand (1773–1844) – francuski generał
- Marcel Boussac (1889–1980) – francuski przemysłowiec
- Gérard Depardieu (ur. 1948) – francuski aktor
- Tadeusz Jan Kowalski (1889–1948) – polski orientalista, profesor UJ, członek PAU